# یواس‌اس سواترا (۱۸۶۵)
یواس‌اس سواترا (۱۸۶۵) (به انگلیسی: USS Swatara (1865)) یک کشتی بود که طول آن ۲۱۶ فوت (۶۵٫۸ متر) بود. این کشتی در سال ۱۸۶۵ ساخته شد.